# Chrysocoris
Chrysocoris is een geslacht van wantsen uit de familie van de Scutelleridae (Pantserwantsen). Het geslacht werd voor het eerst wetenschappelijk beschreven door Carl Wilhelm Hahn in 1834.

## Soorten
Het genus bevat de volgende soorten:

- Chrysocoris abdominalis (Westwood, 1837)
- Chrysocoris andamanensis Atkinson, 1887
- Chrysocoris atriventris Atkinson, 1887
- Chrysocoris dilaticollis (Guerin, 1830)
- Chrysocoris eques (Fabricius, 1794)
- Chrysocoris fascialis White, 1842
- Chrysocoris germari (Eschscholtz, 1822)
- Chrysocoris hypomelaenus (Vollenhoven, 1863)
- Chrysocoris indigoferus Distant, 1901
- Chrysocoris marginellus (Westwood, 1837)
- Chrysocoris nicobarensis Distant, 1892
- Chrysocoris ornatus (Dallas, 1851)
- Chrysocoris patricius (Fabricius, 1798)
- Chrysocoris pulchellus (Dallas, 1851)
- Chrysocoris purpureus (Westwood, 1781)
- Chrysocoris sexmaculatus (Leach, 1815)
- Chrysocoris simplex Atidnson, 1889
- Chrysocoris spilogaster (Walker, 1867)
- Chrysocoris stockerus (Linnaeus, 1758)
- Chrysocoris stollii (Wolff, 1801)